# Сокіл (станція метро)
55°48′17″ пн. ш. 37°30′55″ сх. д. / 55.80472° пн. ш. 37.51528° сх. д.
«Со́кіл» (рос. Сокол) — станція Замоскворіцької лінії Московського метрополітену. Розташована під Ленінградським проспектом біля розв'язки з Волоколамським і Ленінградським шосе. Вестибюлі знаходяться на території районів «Сокіл» і «Аеропорт» Північного адміністративного округу міста Москви. Відкрита 11 вересня 1938 у складі другої черги Московського метрополітену. Назву отримала по розташованому поблизу селищу Сокіл, що було побудовано в 1920-і роки.

## Технічна характеристика
Станція побудована за індивідуальним проектом, її конструкція нетипова для Московського метрополітену. Тип конструкції — колонна двосклепінна мілкого закладення (глибина закладення — 10 метрів). Станційний зал це два паралельних склепіння, що спираються на бічні стіни і на середній ряд опор. Відстань між колонами — 7,4 метри.

## Пересадки
- Автобуси: 015, 023, 26, 100, 105, 105к, 110, 175, 412, 456, 456к, 597, 691, 691к, 904, 904к, 905, м1, т6, т43, т59, т70, т82, т86, н1, н12

## Оздоблення
Прольоти між опорами прорізані вертикальними циліндрами, верх яких завершується куполами з нішами. Ці купола служать рефлекторами для джерел освітлення, прихованих від очей спостерігача шматками агамзалинського оніксу. Таким чином досягається рівномірне освітлення станції (пізніше для додаткового освітлення на колонах були встановлені прожектори, спрямовані під купола). Нижні частини колон облицьовані біробіджанським мармуром і оточені лавками. Плоскі ділянки бічних стін також оздоблені мармуром. Всі криві поверхні станційного залу відтиньковані. Підлога вистелений сірим і рожевим гранітом . Станційний зал ділиться на дві рівні частини поперечним містком, який сполучається з платформою двома широкими сходами. Спочатку на парапетах сходів були встановлені світильники у вигляді торшерів, до теперішнього часу ці світильники не збереглися. На колонах станції було встановлено годинник навпроти сходу з сходів, ці години також не збереглися. Міст з'єднується двома проходами з вестибюлями станції. Стіни проходів і вестибюлів вистелені керамічною плиткою і мозаїкою з різнобарвного мармуру.
Східний вестибюль виконаний у вигляді півкільця з роздільними входом і виходом на торцях. Від них сходи спускаються в підземний касовий зал. Фасад вестибюля оздоблений підмосковним вапняком. На майданчику в центрі півкільця встановлений невеликий фонтан з полірованого граніту. У стінах павільйону — широкі віконні прорізи. На гранітній стіні в касовому залі східного вестибюля є пам'ятний напис: "Метрополітен імені В. І. Леніна. Станція Сокіл ". Напис виконана шляхом видовбування літер в граніті. Якщо придивитися, то можна побачити сліди від старішого напису: «Метрополітен імені Л. М. Кагановича …».
Західний вестибюль було побудовано через 11 років по відкриттю станції. Він також має роздільний вхід і вихід зі сходами, що сходяться в касовому залі. Але, на відміну від східного вестибюля, він має П-подібну форму. У центрі касового залу знаходиться масивна колона. У 2000-х роках в центральній частині західного вестибюля була побудована крамниця.

## Колійний розвиток

Схема колійного розвитку станції Сокіл

Станція з колійним розвитком — 6 стрілочних переводів, перехресний з'їзд і 2 станційні колії для обороту та відстою рухомого складу, що переходять в двоколійну ССГ з електродепо ТЧ-2 «Сокіл» .
За станцією від головної колії відгалужуються сполучні лінії в депо «Сокіл», що обслуговує Замоскворіцьку лінію. Їх використовують для в'їзду і виїзду потягів з депо і, в окремих випадках, для обороту потягів. Особливість колійного розвитку: головна станційна колія у бік «Войковської» після станції веде не прямо, а повертає праворуч. Прямо веде гілка в електродепо «Сокіл». Через те, що ширина станції не дозволила розмістити службові колії так, щоб головна колія розташовувався прямо. Така особливість є рідкістю для Московського метрополітену. Аналогічна ситуація є на станціях «Сокольники», «Партизанська» та «Вихіно».

## Ресурси Інтернету
- «Сокіл» на офіційному сайті Московського метрополітену(рос.)
- «Сокіл» на сайті Артемія Лебєдєва metro.ru(рос.)
- «Сокіл» на news.metro.ru(рос.)
- План-схема станції
- «Сокіл» на KartaMetro.info — Міський транспорт, виходи в місто і схема станції на супутниковій карті Москви.
- «Сокол» на Яндекс. Картах.